# 勇者ヨシヒコと悪霊の鍵
『勇者ヨシヒコと悪霊の鍵』（ゆうしゃヨシヒコとあくりょうのかぎ）は、2012年10月12日から12月21日まで毎週土曜日0時12分 - 0時52分（金曜日深夜）にテレビ東京系「ドラマ24」で放送された山田孝之主演の連続テレビドラマ。ハイビジョン制作。
2011年7月8日から9月23日まで同枠で放送された連続テレビドラマ『勇者ヨシヒコと魔王の城』の続編・第二章である。本作品の続編は『勇者ヨシヒコと導かれし七人』。

## 概要
2012年5月16日0時に、『勇者ヨシヒコ』公式Twitterにおいて何かを予感させるツイートが、2011年12月20日以来、約5か月の沈黙を破り突如発信された。同日まで抑えていたマスコミ各社からの続編製作決定についての報道を待ち、改めて正式に第二章の製作が決定した旨を明らかにした。同年8月14日、サブタイトルが『悪霊の鍵』と決定した旨を公にした。
前作で魔王が倒されたラストから100年後が描かれる。主な出演者や製作スタッフ、内容のスタイルなども前作同様「70%くらいのモチベーション」で製作された。
“低予算”ならではの宣伝活動を展開。2012年10月11日から都内の飲食店11店舗で「勇者ヨシヒコ 箸袋ジャック」を敢行（11月12日からは22店舗対象で第二弾を敢行）。11月2日からは、都内の主要駅のなかから「ヨ」「シ」「ヒ」「コ」から始まる4駅を選択。一週ごとに場所を移し、1駅1箇所にのみ1枚だけポスターを掲示。4週にわたり合計4種類のポスターを掲示した。
前作『勇者ヨシヒコと魔王の城』と併せて「“勇者ヨシヒコ”シリーズ」と銘打ち、2013年3月1日から5月6日まで、池袋のサンシャイン60最上階展望台において「勇者ヨシヒコ展 〜予算の少ないパビリオン〜」を開催した。劇中で実際に使用された衣装やダンボール製の魔物、スチール写真などが展示された。
本作品からドラマ24枠の放送時間は1分短縮され、0時52分までの放送時間となった。また、最終回（2012年12月21日放送）が、同枠では初めて放送時間が15分拡大された。
一部新聞のラ・テ欄では前作『勇者ヨシヒコと魔王の城』と区別するために、『勇者ヨシヒコ2』と表記している。
同年3月に発売されたソフト化作品のうち、『勇者ヨシヒコと悪霊の鍵 DVD BOX』はオリコンチャートによる週間DVDランキングにおいて、発売初週に6000枚を売ってDVDドラマ部門1位を記録し、同年11月17日付で『あまちゃん 完全版 DVD-BOX 2』に7370枚の売上で奪われるまでは同部門の年間首位だった。

## あらすじ
勇者ヨシヒコが魔王ガリアスを打倒してから100年後。何者かによって魔物の封印が解かれ、世界は再び魔物が跋扈する時代になっていた。
救いを求める人々の声を聞き届けた仏は、ヨシヒコたちを復活させるも、セーブを忘れていたため、レベル0で復活してしまう。
レベル0となったヨシヒコたちは、魔物を封印する「悪霊の鍵」を探して旅に出るのだった。

## 主要人物
ヨシヒコ
演 - 山田孝之
100年前、魔王ガリアスを封印した伝説の勇者。正義感が強く、バカがつくほどお人好しな性格。そのため、メレブからは「ピュア野郎」と呼ばれることもある。自らの使命感に燃え、真面目ではあるが、時としていらぬことに首を突っ込んだり、見当違いな結論を出して、とんでもない方へ突き進もうとすることがある。他のメンバーと比べ、邪悪な気に対して敏感である。既に天寿を全うして葬られていたが、再び魔物が蔓延る世を憂えた民の勇者を求める呼びかけに応じた仏の「ななななぁ〜〜〜ん」の一声で復活した。魔物たちの封印を解いた者を探し出し、再び封印する鍵を求めて旅に出る。ただし、仏がセーブしていなかったため、過去の経験値は白紙状態でレベル0からの再出発となる。そのため戦闘力も高くない。前作終盤で仏の姿が裸眼で見え本作品でも1話で裸眼で見えていたが、2話で振り出しに戻って以降再び見えなくなり、今回は赤青3Dメガネに替わり金環日食観察用の日食グラスを翳すことでその姿を拝している。前回同様、他意はないものの、空気を読まない癖は健在で、盗賊に捕らわれていた残念な容姿の姫に対し、ブスを連発していた。寝言で熱弁するほど酢豚にパイナップルを入れることに否定的で炊き込みご飯のおこげが大好物。幽霊やお化けなどは大の苦手である。また、パーティから「バカ」と形容されるほど一般常識や知識に欠けており、「歩」「親」などの一般的な漢字でさえ「知らない」と言い切る。仏や仲間から「ヨシくん」「ヨッくん」「ヨシピコ」などと呼ばれることもある。前作に続き、恋をすると台詞がミュージカル調になる。一方、恐怖にかられるとやはり前作に引き続き「産まれたての子ヤギ」のように腰を抜かして震える。
第8話でダーマ神社において「僧侶」に転職した。
悪霊の鍵を手に入れるという目的意識は高いものの、ノリに流されてDVに苦しむ人妻と恋に落ちドロップアウトを宣言したり、「変化の杖」を求めて立ち寄った海の家存続を巡るドラマに巻き込まれ、既に物語も終盤だというのに大きく脱線したりしている。前シリーズ同様に仏ビームで折檻されて本筋に戻った。
最終話でデスタークを倒すために自らの命を犠牲にして魔物を封印し、世界の平和を取り戻した。残された仲間も、元より尽きていた命であり現世に未練はないゆえ、ヨシヒコのもとへ逝けるよう仏に願い出た。仏は彼らの願いを聞き入れ「ののののぉ〜〜〜ん」の呪文を唱えると、パーティの前にヨシヒコの姿が三度（みたび）復活した。仏の粋な“うっかり”間違いである。
ダンジョー
演 - 宅麻伸
熱血漢でテンション高めの戦士。命が尽きて葬られていたがヨシヒコとともに復活した。仲間のために命を投げ出す勇敢さは今回も健在。猫化したヨシヒコの喉を鳴らして可愛がったり、女装にそれなりに自信を持っているといったフェミニンな側面もある。仏からは「ダン君」と呼ばれることがある。
度々小動物型モンスターに（危険な存在だと聞かされても）近づいて手懐けようとして真っ先に襲われるというのがお約束と化している。またデスタークに見せられた「楽園」では馬主になり愛馬を愛でていた。前作でも「頻尿」と語った通り、夜中にしばしば目が覚めて用を足しに行く。今回は過去の恋愛にトラウマがあるかのような側面も見せるが、相変わらずの女好きでムラサキのことも狙っている節が見られた。酒場のホステスには「俺は『たくましいん』だ!」と言いながらついて行った。
8話のダーマ神社では再び「武闘家」に転職した。
ムラサキ
演 - 木南晴夏
ちょっと気が強くて口の悪い村娘。前作ではおさげ髪だったが、本作品では前髪に紫のメッシュが入ったミディアムヘアになっている。命が尽き葬られていたが、他のメンバーとともに復活した。所持している武器は、相変わらず刀身が引っ込むおもちゃの短剣で戦闘ではほぼ役に立たない。バストサイズが小さいことを気にしており、メレブから「平ら胸」「むねたいら」「プアおっぱい」などとけなされ激怒している。
第3話で、いつも左肩に乗せているペットの黄色い小鳥「キロ」が飛べること、ムラサキ以外の人間にも意思を伝えられ、メレブにムカついていることが分かった。しかし、前作同様不思議なことに、その声はキロと正対している者の口から聞こえてくる。初恋の人物の名前は「カルロス」。得意料理はレトルトカレーとチルド餃子、つまりほぼ何も作れない。ショックを受けると白目を剥く。
ヨシヒコに好意を寄せ、一応は両想いのようだが、寝言でつぶやくほどに料理に独特のこだわりを持つヨシヒコから罵倒されたり、女性ゲストキャラクターが登場する度に心を奪われる気の多いヨシヒコのせいで仲は全く進展しない。
8話のダーマ神社で再び「魔法使い」に転職する。相変わらず呪文を覚える順番が間違っており（前シリーズでは最初に覚えたのが「ザオリク」だった）、いきなり「パルプンテ」を習得した。本人はコントロールできないと言っているものの、わりと状況に即した効果が発現している。ただ、戦力外扱いのメレブのレベルだけを20上げるという効果はメレブの残念な才能により全く意味がなかった。
ラスボス戦では前作では「ザオリク」を警戒されて何もしないうちに殺されてしまったが、本作品では「パルプンテ」で第一形態を倒している。
メレブ
演 - ムロツヨシ
ビミョーな呪文を得意とする魔法使い。前作最終話でパーティ解散後、人の役に立つ呪文を習得するため西の国へと旅立った。しかし直後に牛に轢かれ事故死したという。そのため、復活したパーティの中でひとり若い姿のまま生き返った。彼の墓碑には「変なほくろの金髪」と印されていた。他のメンバー同様経験値がリセットされ、それまでに習得した呪文の多くを忘れてしまった。独自のテンションを維持し、ツッコミ役になることが多く、二度目の旅でヨシヒコの（他意のない）悪癖を把握し、彼が空気を読んだことは「一度もない」と公言し、状況を悪化させないよう他のメンバーと共に彼を押さえに回ることも。一応魔法使いであるせいか、書物をよく読んでいるようで、知識はそこそこ豊富。相変わらずムラサキの胸を「むねたいら」「プアおっぱい」などと罵っては激怒されている。呪文を覚えるごとに誇らしく仲間に披露するが、内心では自分がしょぼい呪文しか使えないことを、気にしている模様。ただ、褒められると伸びるタイプであると自負している。
8話のダーマ神社では「遊び人」に転職。転職前も遊び人と全く変わらないせいで「これ以上遊ぶつもりか」と仲間たちから本気で怒られた。
最終話でムラサキの呪文パルプンテにより、レベルが一気に20上がった。しかし、残念な呪文を一度に多数習得しただけで、いつも通りムラサキに「使えない奴」と罵られた。
皇帝との戦いで全滅した際、教会でダンジョーとムラサキはそれぞれ高額の料金を請求されたがメレブだけはたったの6ゴールドだった。
ヒサ
演 - 岡本あずさ
心優しく、心配性なヨシヒコの妹。今回の旅に特に必要な人物ではないが、仏の“うっかり”で共に復活。そして相変わらずヨシヒコを陰で見守っている。独自に忍術やボクシング、一子相伝の拳法など様々な武術を習得して共に戦おうとするも、毎度何者かに連れ去られる。最後まで習得した武術は実戦に使われない上、エンディングでモンスター封印後のデスターク城に1人取り残されてしまった。
仏
演 - 佐藤二朗
相変わらずいい加減で胡散臭い仏。ヨシヒコらに「悪霊の鍵」を取り戻し、再び魔物を封印するよう命じ、今後の旅のお告げを授ける。お告げが妙にたどたどしかったり、クレープなど何かを食べながらだったり、余計なひと言を漏らしたりすることもしばしばで、その都度ムラサキやメレブに冷たくツッコまれる。以前よりもいい加減さが増しているように見えるが、戦いで命を落としたヨシヒコをさりげなく救ったり、ヨシヒコが本来の目的を見失った（というより単に忘れた）時には忠告して諭すこともある。
お告げはちゃんと覚えてないのか、カンニングペーパーを見ながらしゃべることもある。ペーパーや持ち手が見切れていることもある。
マージャンなどのギャンブル好きで、酒飲みで喫煙者。ホッピーが好き。
仏は複数人存在し、彼はそのうちのひとり「4号」だったことが発覚。仲間の仏と麻雀を楽しむこともある。
家庭を持っていることも判明（妻はヒロスエを少しぽっちゃりさせた感じだという）。
iPadに良く似たタブレット型コンピュータを所持しており、情報を収集している。iTunesならぬ「仏Tunes（ホトケチューンズ）」からダウンロードすることもある。最近は「なめこを育てるゲーム」がお気に入り。
周囲から「器の小さい仏」と呼ばれているらしいが、本人は気にしていない。
悪魔族
魔物を封じる『悪霊の鍵』を奪い、その封印を解いたとされている者たち。後半になると新しいやつが出てくる。

## 各話あらすじとゲスト
福田雄一が座長を務めている「劇団ブラボーカンパニー」の劇団員（太田恭輔、佐藤正和、山本泰弘、金子伸哉、鎌倉太郎、野村啓介）と客演の保坂聡が各話のモンスター製作や脇役を演じている。
人物・キャラクター名は勇者ヨシヒコと悪霊の鍵のHP上のキャラクター図鑑から引用する。

### 第1話
『伝説の勇者が帰ってくる!新たなる試練の旅』・カボイの村
勇者ヨシヒコが魔王を倒した100年後、何者かによって魔物の封印が解かれ、再び魔物がはびこるようになっていた。助けを求める村人の願いが仏に通じ、この時代に蘇ったヨシヒコら一行。しかし仏は相変わらずの体たらくで、ヨシヒコたちのレベルは振り出しに戻り、しかも封印の鍵の行方もわからない。
ヨシヒコらはいざないの剣を手に入れるため村へ赴くと、ヨシヒコの子孫オルトガがいた。彼を旅に誘うが大人の事情を理由に断られる。
老ヨシヒコ
演 - 新井量大
晩年のヨシヒコ。老衰によってすでに世を去っていたが、仏の復活の呪文「ななななぁ〜〜〜ん」（仏曰く「るるる〜〜ん」でも効力は同じであったという）によって、同じく世を去っていたダンジョーとムラサキ共々生き返る。しかし、例の仏のうっかりによって、若いころの戦える年代ではなく、老衰で死亡した当時の年齢の姿のまま蘇ってしまった。戦闘力はほぼ0で、青いしずく形のモンスターの一撃ですら耐え切れず、即戦闘不能となってしまった。のちに「仏ビーム」によって、ダンジョー、ムラサキと共に若い肉体に戻った。なぜか饅頭を道具袋に入れていた。
老ダンジョー
演 - 後藤正興
晩年のダンジョー。白髪の長髪にメガネをかけている。仏のうっかりによって、老いたままの姿で蘇ってしまった。威勢のよさは健在だが、老齢で体がついていかず、魔物に挑もうとした際に腰を痛めてしまった。その後「仏ビーム」により戦える年代に戻った。
老ムラサキ
演 - 星野晶子
晩年のムラサキ。白髪をおさげ髪にしており、前髪から毛先まで紫のメッシュを入れている。気の強さと口の悪さは健在。老齢により歩くとすぐ膝の痛みを訴える等、冒険が難しくなっていた。のちに「仏ビーム」によって若いころの姿に戻った。
長老
演 - 坂田聡
現在のカボイの村の長老。魔物が蔓延り滅び行くカボイの村の行く末を憂えて新たな勇者を求めるも、候補となった者たちの、やる気のない体たらくに突っ込みを入れる日々を送っている。
オルトガ
演 - 鈴木福（友情出演）
カボイの村に住む少年。“勇者”ヨシヒコが魔王討伐後に巨乳の女性とチョチョイとヤッてできた者の血を引く子孫である。村の長から“勇者”として魔物退治に赴くよう諭されるが「子どもだから無理」とあっさり断る。復活したヨシヒコらに旅に同行しないかと打診されるが「スケジュールが（いっぱいで余裕が）ない」と大人の事情を理由に断った。
オルダン
演 - 神尾佑
ローラシアの長老・ラボナの使い。カボイの村にヨシヒコの子孫の存在を伝えに来る。
ラボナ
ローラシアの長老。名前のみ登場。オルダンいわく、わからないことは無いという高名な預言者。
魔王ガリアス
声 - 中尾隆聖
前作で、死力を尽くした激闘の末、やっとのことで倒したラスボス。仏が唯一セーブしていたポイントがよりによってラスボスとの対決直前だったためセーブポイントから再開した際、目の前に現れた。ヨシヒコなどは高レベル状態からの再開を果たせたものの、そう何度も都合よくラスボスは倒れてくれず、結局レベル0からのスタートを余儀なくされる。

### 第2話
『捕われた花嫁を奪還せよ!ガンザの村の死闘』・ガンザの村
仏のお告げに従い、ガンザの村を訪れた一行。鍵の持ち主である庄屋の若旦那を訪ねると、鍵は姫への贈り物にするつもりなので渡せないという。そこに姫が山賊にさらわれたとの知らせが舞い込んだ。困り果てた若旦那はヨシヒコらに、姫を救い出してくれたら鍵を譲り渡してもよいと言う。ヨシヒコらは姫を救出し、鍵を手に入れた。封印できる鍵であるか真偽するために空に翳すが、あっという間に塵と化した。
ビドー
演 - 細田よしひこ（友情出演）
ヨシヒコらの前に立ち塞がった盗賊。恋人のアリーを激しく愛しており、周囲の目を無視して二人の世界に入り込んでイチャイチャするバカップル。何事も大げさでかすり傷を負っただけでも倒れ、アリーに今際の別れを切々と述べた。あまりに臭い三文芝居にメレブは呆れたが、迫真であったためヨシヒコらの涙を誘う。
アリー
演 - 平野綾（友情出演）
ビドーの恋人。彼の前ではぶりっ子で甘えん坊なイマドキのギャル。感情の起伏が激しく演技臭い台詞回しをして、ビドーとそのシチュエーションを楽しんでいる。ビドーが倒れた際には縋りつき「助けてください!助けてください!」と『世界の中心で、愛をさけぶ』で印象的だったシーンの台詞を連呼した。
若旦那
演 - 宮崎吐夢
ガンザの村の庄屋の若旦那。カバナの村の豪商の娘（姫）の輿入れを間近に控えている。悪霊を封印する可能性のある鍵を所有しており、姫の輿入れの際に贈り物にするつもりであった。しかし、姫が山賊にさらわれてしまい、その救出を担ったヨシヒコに礼として譲り渡した。姫とは会ったことが無く、伝聞のみでしか知らなかった。
姫（変身中）
演 - バービー（フォーリンラブ）
カバナの村の豪商の娘。輿入れの道中に、山賊に襲われ侍女とともに連れ去られた。“このような顔”になったのは魔物にかけられた呪いのせいだという。疑心暗鬼ではあったが、風の噂では美女と誉れ高く、侍女のメジロも「可愛らしい御方」と太鼓判を押したため、若旦那やヨシヒコらは期待を膨らませて、姫が本来の姿に戻れるよう尽力した。
姫（本来の姿）
演 - 伊藤麻実子
ルーの鏡の力によって“このような顔”にされた呪いが解けて本来の姿を取り戻した。変身中より痩せており、スタイルは良い。しかし、本来の姿はあまり可愛らしくなくブスである。
メジロ
演 - 田中美晴
姫に仕えている侍女。姫の輿入れの道中にさらわれ牢に入れられていたところ、ヨシヒコらの思い込みで姫と間違われて救出された。その美貌に若旦那は一目惚れし、姫ではなくメジロを妻に迎え入れたいとまで言わせた。

### 第3話
『女が消える怪奇!?ドレープ村の魔物を撃破せよ』・ドレープの村
ドレープの村に立ち寄ったヨシヒコら一行。それなりに活気はあるもののどこにも女の姿がなく、見かけるのは全て男性のみ。しかもその男性たちは夜な夜なネコのような鳴き声を発して村中を徘徊していた。不審に思ったヨシヒコらは村一番の識者・薬屋のガライにその旨を尋ねると、女がいないのも男性が奇妙な病に掛かっているのも全て魔物の仕業であるという。ヨシヒコは村を救おうと策を練って魔物をおびき出そうとするが上手くいかなかった。その矢先、ムラサキがさらわれてしまう。助けを求めに舞い戻ったキロに導かれてムラサキの居所を突き止めたヨシヒコ。魔物が好みそうな扮装をして屋敷に乗り込み退治した。
ザジ
演 - 青木崇高（友情出演）
毒霧攻撃を武器としている盗賊。毒の威力は強く、一呼吸でも吸い込めば致死量に達する。しかし、風向きを考えずに噴出したため、風下にいた自分が浴びてしまい敢無く敗北。
ガライ
演 - 鎌倉太郎
薬士にして村一番の識者。ネコになった男性たちを元に戻すため日夜薬の調合の研究をしている。
ボス
演 - ミッツ・マングローブ
ドレープの村から人々をさらっていた張本人。オネエ系。女たちは労働力として働かせ、気に入った男たちは自分の側にはべらせ、それ以外の村の男たちに猫（「ネコ」転じて猫）になる菌をばら撒いていた。股間に触れることで相手の男の動きを封じることができ、抱擁することで抵抗する気を削ぐという能力を持つ。その正体は、巨大なマングローブを髣髴とさせるアニメ絵の魔物。セクシーな女の姿が苦手で、下着姿になったムラサキに萎えてしまった隙にヨシヒコに倒される。

### 第4話
『呪われしトロダーン村…最強の幽霊を撃滅せよ』・トロダーンの村
仏によれば、トロダーンの村の村長が邪悪な気を放つ鍵を所有しているという。ヨシヒコらが村を訪れると村人は働きづめの様子。聞けば、新しい村長に代替わりしてから年貢が重くなったためだという。村に現れる邪悪な幽霊から身を守って貰っていることもあり、我慢を強いられていた。ヨシヒコらは村長と掛け合い、北の山に潜むという邪悪な幽霊を退治するかわりに鍵を譲ってくれるよう約束を取り付けた。しかし、村人を脅かしていた幽霊の正体は、悪霊に取り憑かれた村長の差し金で幽霊のふりをした人間であった。本物の幽霊は現村長に殺された無念で現世を彷徨う、お人好しの前村長の霊、ひとりだけであった。その話を聞いたヨシヒコらは現村長の心に巣食った悪霊を退治し、前村長を成仏させ、村の安泰を取り戻させた。悪霊が祓われた鍵は砕け散った。
新人盗賊
演 - 小柳友（友情出演）
盗賊になるために教習所に通っている青年。現在、仮免許段階で路上教習中。生真面目な性格だが不器用で飲み込みが遅いため、一手ごとに教官から注意や指摘を受けて遂には涙ぐんでしまう始末。心優しいヨシヒコは延々と付き合わされた。
教官
演 - 八嶋智人（友情出演）
盗賊教習所の教官。鬱陶しいほどテンション高く指導するため、実技教習に慣れていない教習生は焦って空回りをしてしまう。
村長
演 - 阿南健治
トロダーンの村の村長。村を取り巻く邪悪な幽霊から村人を守っているといい、その分、年貢を重く課して徴収している。実は、所有していた鍵に宿った悪霊の邪気に操られていたための悪行であった。本当は良い人だという。
幽霊の親玉
演 - 温水洋一
北の山の荒屋（あばらや）に住む、典型的な怪談に出てくる幽霊そのものの格好をしたオーソドックスな幽霊。実はトロダーンの村の前村長であり、悪霊に取り憑かれた現在の村長に寝首を掻かれて命を落としてしまったという。その無念から成仏できずにいた。

### 第5話
『暗黒呪術師を攻略せよ!サクーラ村呪いの授業』・サクーラの村
サクーラの村は多少の治安の悪さはあるものの、熱血な指導者の熱心な指導により平和が保たれていた。ヨシヒコらのもとにひとりの村人が駆け寄り助け、村には村人を洗脳して魔物のエサにしている恐ろしいシャーマン（呪術師）がいるので早々に立ち去るよう助言する。それでも鍵を探すために村中を探索する一行。そこに「先生」と呼ばれる指導者・こんぱちが現れ、ヨシヒコを職員室に連行する。こんぱちが漢字の成り立ちを例えに説教をしながら髪をかきあげるたびにヨシヒコの意識が混濁していく。それが洗脳の呪術だった。メレブとムラサキもこんぱちの仲間らの術中に落ちるが唯一ダンジョーだけは免れ、仲間や村人の洗脳呪術が解かれるよう一人で職員室に乗り込み尽力する。ダンジョーが彼らの手に落ちたとき、ヨシヒコが駆けつけた。実は洗脳されたふりをして動向を探っていたのだという。漢字の成り立ちを例えに使うこんぱちの呪術は、漢字を知らないヨシヒコには効果がなかったのであった。
井戸の怪人
演 - 佐久間一行
井戸そのもののお化けだという、ピンクの全身タイツに身を包んだ魔物。井戸をネタに陽気に歌ってひょこひょこ踊るだけで特に害はない。『ロマンシング サ・ガ3』の「最果ての島」をBGMに、拾えないネタを延々と続け、いつまで経っても終わる気配がないのでヨシヒコに斬られた。メレブだけは「少しユニークな可哀想な人」と、いたく気に入っていた模様。当初ヨシヒコには「井戸に住む鍵職人」だと思われていた。
こんぱち
演 - 三又又三
サクーラの村で、魔物のエサになるよう村人を洗脳していた呪術師。長い髪をかき上げるとその動作で言うことを聞かせてしまう。また洗脳の際に漢字の成り立ちを例えに使う。魔物に操られていただけで、本来は熱血で熱心な指導者。
大森
演 - 鈴木正幸
こんぱちとケンカが絶えない、村のおまわりさん。さりげなく、こんぱちに「いつ定年になるんだ」といわれていた。
ユキーノ
演 - 宗田淑
初対面のヨシヒコを胎子の父親だという妊娠中の女子中学生。苦悩の末に産むことを決意する。
いーぬい
演 - 松村曜生
教育方針をめぐって、こんぱちとしばしば衝突する。
あまぞ
演 - 渡辺妙子
医者のような仕事もしている女。こんぱちも彼女には頭が上がらない。
こちょーん
演 - 鷹觜喜洋子
職員室で最も偉い指導者。
きょとーん
演 - 西澤勉
職員室で2番目に偉い指導者。
ひげとり
演 - 坪内悟
こんぱちの良き理解者。
以上、こんぱち同様、魔物に操られてサクーラの村人を洗脳していた指導者たち。

### 第6話
『地獄の武道会を制覇せよ!アイシス城の戦士達』・アイシスの村
アイシスの城の城主・サマルタリアが怪しい鍵を所有しているという。その鍵が、これから開催される武道会で優勝した屈強な男に与えられる品だと聞いたヨシヒコは、武道会に出場して優勝を目指すことになった。
ネルソン
演 - 大東駿介（友情出演）
ヨシヒコが出場した武道会、Bブロックの最初の対戦相手。武術の総本山東林寺最強であると自負する男。他にも柔道8段、空手9段であり、ツキノワグマを10頭倒したことがあるという。さらには、体臭がキツくて組み合うとベタベタした汗で気持ち悪くなると嘯いたり、皮をむくのが面倒な八朔を毎月自宅に送り付けるなどと示唆し、ヨシヒコに棄権を促した。こけおどしと思いきや、戦闘力の高さは本物で、目で捉えきれないほどの俊敏な動きと打撃系の技でヨシヒコを追い詰める。しかし、ズボンのチャックに陰毛が挟まりその激痛で動きが止まり、ヨシヒコの一撃であえなくノックダウン、敗退する。
ボルカノ
演 - 高橋努（最終話）
Bブロック2回戦の相手。左頬に大きな十字切り傷のある男。百獣の王の異名を持つ「セリザワ」という男とヨシヒコが瓜二つのため勘違いをし、敵対心を剥き出しにしていた。得意技は頭突き。女のちょっとした声や動きに過敏に反応する。それを見切ったメレブはムラサキにお色気作戦をさせると、案の定ボルカノは鼻血を出しながら歓喜して場外に走り出てきた。よって敗退。
タシスン
演 - 裵ジョンミョン
武道会準決勝戦の相手。貧弱なほどに痩せ細っている体に相撲のまわしだけを身につけていた。準決勝戦まで駒を進めてきた理由が分からないほど力も弱く、ヨシヒコが躊躇するほど。対戦中に両親の遺影を抱えた見るからに貧しい身なりの幼い6人の弟妹たちが彼を応援し始め、心優しいヨシヒコは同情して勝利を譲ろうとした。ところが弟妹たちが呼ぶ「兄の名前」が微妙に異なっている点から全てが嘘であることが露見し、人の良心を弄ぶような卑劣極まりない作戦に激怒したヨシヒコに二つ向こうの山までブン投げられ敗退した。なお、偽の弟妹たちはタシスンの敗退を見るや否や、遺影とカツラを捨て悪態を付きながら去っていった。
ジャッキー・ピョン
演 - 粟根まこと
決勝戦の対戦相手。白髪の老人。動きは極めて早くかなりの達人で、一撃でヨシヒコを死に至らしめるほどである（ヨシヒコは仏の思し召しで後記“仙人”のもとで修行して、すぐに生き返った）。正体は白髪とサングラスで変装した中年の男性格闘家だったが、誰もその名前さえ知らずなぜ変装していたのかも不明。仙人に会ったことがあるようで、仙人の持つパワー水（実はただの水）を奪うのに3年かかったらしい。ヨシヒコが生き返り試合が再開された時には、時が止まっている隙にメレブらの手によって場外に運び出されてしまい、狐につままれたような釈然としない気持ちのまま敗退。初恋の人の名はスミレ。
サマルタリア
演 - 鎌倉太郎
アイシス城の王で、武道会の主催者。鍵が欲しいというヨシヒコに、武道会出場を持ちかけた。
仙人
演 - 梶原善（友情出演）
山小屋に住んでいる仙人。時間を止めることができる。ジャッキー・ピョンとの戦いで死んでしまったヨシヒコを仏が憂いて、仙猫のもとに運んで修行をつけさせた。その修行内容は遊んでいるだけのように見え、成果も甚だ怪しいものであるが、人の言葉を信じやすいヨシヒコは納得した。

### 第7話
『無敵!?偽りの勇者を討伐せよ!キラナ村の伝説』・キラナの村
強力な魔物4体に遭遇したヨシヒコら一行。その強さに追い込まれ一旦退こうとした時、魔物たちに容姿をトレースされてしまう。「偽ヨシヒコ一行」に化けた魔物たちは本物のヨシヒコらよりも一足先にキラナの村に到着。100年前キラナの村を救った「勇者ヨシヒコ」は伝説の英雄として崇められており、その復活を風の噂に聞いていた村人は「偽ヨシヒコ一行」を本物と思い込んで歓待していた。後に到着した本物のヨシヒコらは逆に偽物として牢に入れられてしまう。魔物たちは悪霊の鍵を手に入れ、世界に魔物を解き放とうとしていた。
偽ヨシヒコ
演 - 濱田岳（友情出演）
厳つい笑顔を浮かべた岩の魔物がヨシヒコに変身した姿。ヨシヒコよりもよっぽど勇者らしい振る舞いをするが、その目的は悪霊の鍵を手に入れて魔物を世界に解き放つこと。鍵を手に入れるためにヨシヒコと一時的に同道して打ち解けるが、旅の目的が相容れないことに気づいたヨシヒコに偽ダンジョー、偽ムラサキ、偽メレブ共々倒された。
偽ダンジョー
演 - 宍戸開（友情出演）
棍棒を持った一つ目の魔物がダンジョーに変身した姿。ダンジョーよりも紳士的で、キラナの村の子供たちの人気者となる。
偽ムラサキ
演 - 有村架純
ゼリー状の緑色の魔物がムラサキに変身した姿。ムラサキよりも可愛らしい姿で、料理も得意。キラナの村の男性陣（およびダンジョー、メレブ）の心を奪った。また、氷の呪文も扱える。ヨシヒコにやや惹かれていた様子。
偽メレブ
演 - 山中崇
剣を持った骸骨の魔物がメレブに変身した姿。メレブよりも呪文に秀でており、炎の呪文や解毒の呪文を操る。ヨシヒコが仏を見えるように律儀に日食グラスを渡した。
ルイーダ
演 - 佐藤江梨子（友情出演）
キラナの村にある「ルイーダの酒場」の巨乳でセクシーな女店主。ダンジョー、ムラサキ、メレブの3人を一時的に預かった。

### 第8話
『旅の扉に突入せよ!ムーンポタ村の超危険な罠』・ムーンポタの村→パパラタの村
ダーマ神社で転職をしたヨシヒコら一行は、仏のお告げによりムーンポタの村へとやって来る。この村にはどこかにつながっている旅の扉と呼ばれるワープトンネルがあり、そこから邪悪な気が放出されているという。一行が手分けして探す中、ヨシヒコが見つけた旅の扉の先には、夫の暴力に耐えるフローナという人妻が暮らしていた。健気なフローナに心を奪われたヨシヒコは、勇者の使命もうち捨てて彼女と駆け落ちしようとする。
メンタリスト盗賊
演 - 戸次重幸（友情出演 / TEAM NACS）
メンタリズムを駆使して戦う盗賊。読心術は百発百中だが、最初は間違えてギャラリーを盛り上げている。戦闘中は攻撃を先読みしてヨシヒコを翻弄したが、不必要にわざと間違えてみせたことにより敗れてしまった。クドくて暑苦しいキャラクター。
フローナ
演 - 中村ゆり
夫・ゾーザーのDVに苦しめられている人妻。しかし、夫の暴力は自分に落ち度があるからだと耐え忍び、献身的に尽くしている。僧侶に転職して人々を救う精神に開眼したヨシヒコの慈悲忍辱の言葉に心を動かされる。ヨシヒコに駆け落ちを促されるがゾーザーを恐れて踏み切れずにいた。その後、ムラサキの呪文によって、夫婦共に明るくラブラブな仲良し夫婦に変化したため、丸く収まった。ヨシヒコの人妻への熱い思いは仏ビームによってリセットされた。
ゾーザー
演 - 柿澤勇人
フローナの夫。日常的に妻に暴力を振るっている。フローナを連れて村から出ようとしたヨシヒコと決闘寸前になるが、ムラサキの呪文によって愛妻家に改心した。
エルフ
演 - 野村啓介
旅の扉の場所を知る村人。気の強い女が好み。ムラサキに一目惚れし、扉の場所を教える代わりに自分と結婚するよう迫った。しかし、旅の扉をくぐった先にあったカジノで10,000ゴールドの鍵を手に入れたムラサキに「全然タイプじゃない」とフラれた。
カジノの女
演 - 田中こなつ
カジノで男性客を誘惑するセクシーな女。
犬
演 - ボコ（犬）
魔物に犬の姿に変えられた元盗人。人間の言葉を話す。家の前を通りかかったムラサキに声を掛けて穴掘りを頼み、礼としてエルフの情報を教えた。

### 第9話
『最終ボス始動!エスタス村の最強装備を入手せよ』・エスタスの村
仏から暗黒の神・デスタークにより鍵が奪われたことを知らされたヨシヒコたちは、最強の装備を作る男が住むといわれるエスタスの村を訪れる。その男・モルガンによると、装備を作るにはある特別な金属が必要なのだと言う。何物にも砕かれない幻の金属『オリハルコン』を採取するべくヨシヒコら一行は魑魅魍魎の渦巻く西の山へと足を踏み入れた。
モルガン
演 - 田中直樹（友情出演 / ココリコ）
エスタスの村に住む発明家。幻の金属と呼ばれる『オリハルコン』で最強の装備を作る技術を持っている。しかし、普段は自動ちゃぶ台ひっくり返し機や5年かけて最高に美味しいご飯が炊ける炊飯器など、実用的ではない珍品ばかり製作している。
エリザ
演 - 指原莉乃（友情出演 / HKT48）
西の山へ向かうヨシヒコたちに偶然行き当たった女盗賊。すっぴんで遭遇したため恥ずかしいと告げ、化粧をするまで刀を抜くのを待って欲しいと請う。自分の都合ばかりを主張する話し方にちょっとイラッとさせられるが「すっぴんで戦ったらアキモト先生に怒られる」と懇願したためヨシヒコらは待つことに。30分後、再度現れたが大して代わり映えしないナチュラルメイクを施していたため、流石のヨシヒコも堪忍袋の緒が切れて一刀両断、眠らされた。メレブいわく「ヨシヒコは何気に女の顔に厳しい」。
こんぱち
演 - ホリ
ムラサキの呪文「パルプンテ」により飛ばされた先にいた、第5話で訪れたサクーラの村の指導者。しかし良く見ると同じ「こんぱち」ではあるのだが以前のこんぱちとはどことなく違っている。メレブは、このサクーラの村はパラレルワールドで、事務所の違う「こんぱち」であるとの見立てをした。状況の違う第5話をやり直して経験値が変わったりする面倒になる前に元の場所に戻るようムラサキを促した。
オオカミ男
演 - 勝地涼（友情出演）
満月の夜になるとオオカミに変身する盗賊。変身が完了すればかなりの強さを誇るという。ヨシヒコたちの前で変身し始めたはいいが途中で月が雲に隠れてしまい、中途半端な姿になってしまった。獣耳を装着したコスプレのようなその姿をムラサキやメレブにバカにされ、涙目になって意気消沈。ヨシヒコに「完全体に変身した姿になったら、後日改めて襲いにきてはどうか」と説得されて、素直にヨシヒコらに道をあけた。
盗賊
演 - 森崎博之（友情出演 / TEAM NACS）
オリハルコンを狙い山へ別け入ってきた盗賊。高名な武術家に師事し、数々の剣豪や豪傑を相手にしてきたと自慢するも、誰も知らない名前ばかりで、信憑性がかなり薄い。最強の剣術奥義を習得しているとも豪語するが、これまた聞いたこともない流派なうえに、へっぴり腰で異様に低い体勢で構える。強気の発言とは裏腹に、ヨシヒコの一撃で敗北。

### 第10話
『デスターク城に潜入せよ!暗黒界に眠る幻の杖』・裏世界
デスタークのいる裏世界へとやってきたヨシヒコら一行だったが、城内は強力な魔物の巣窟となっており中に踏み入ることができないでいた。そんな彼らに仏は、魔物の姿になれるというアイテム「変化（へんげ）の杖」を手に入れ魔物のフリをして城に潜入するように告げる。手分けして杖を探すヨシヒコは、とある海の家でミニFM局を開きたいという少女・ライムとその兄・コウスケと出会う。純粋に夢を語るライムに心打たれたヨシヒコは、勇者の使命そっちのけでFM局開局を手伝うことに。しかも彼女たちの営む海の家は、地上げ屋の標的となっていた。
モンスター
演 - 大水洋介（ラバーガール）
デスタークの城を守る門番のモンスター。強力な炎系の攻撃魔法を使う。独特の揶揄をしてヨシヒコらを馬鹿にしてくるが、回りくどすぎて要点が伝わらない。
コウスケ
演 - 佐藤祐基
海の家で働く青年で、ライムの兄。だが本当の兄妹ではなく恋愛感情らしきものも持っている。なお、コウスケ含め家族は全員モンスターが人間の姿に化けているもの。
ライム
演 - 木下美咲
ヨシヒコが海の家で出会った女。ミニFM局を開局するのが夢。
ラゴス
演 - 及川いぞう
海の家のマスターで、ライムとコウスケの父。『変化の杖』のありかを知っている。

### 第11話（最終話）
『最終決戦!暗黒の神vs光に導かれし勇者の魂』・裏世界
遂に魔物たちがひしめくデスタークの城に乗り込んだヨシヒコ一行。しかしデスタークの強力な魔法の前にあっけなく全滅してしまう。辛うじて復活したヨシヒコに仏は、暗黒の力を跳ね返す光のオーブを探せとお告げを授ける。光のオーブは、裏世界のどこかに閉じ込められている光の神・シンポジオンが持っているという。
デスターク
声 - 平田広明
裏世界を支配し、この世を魔物で埋め尽くそうと企てる暗黒の神。雷や炎系の強力な魔法を操る他、人間の頭の中に侵入し、楽しい夢を見せて骨抜きにした上で支配してしまう力を持っている。ムラサキのパルプンテで砕け散ったかのように見えたが、4つの目を持つ爬虫類のような巨大な怪物の姿の第二形態に変身。この姿では剣も魔法も通用しない。しかし皇帝とヨシヒコの命と引き替えの特攻により、弱点である腹部の中心核を貫かれて敗北した。
皇帝
声 - 森山周一郎 / 入野自由
魔物たちの頂点に君臨する魔族のボス。見た目はコウテイペンギンではなくイワトビペンギンのようだが、目から放つ強力な光線で、ヨシヒコらを一撃で全滅させた。そのカリスマ性からデスタークと思われたが実は彼に魔力を与えられた影武者であり、その正体はアイシスの村の格闘場でヨシヒコに助けられたペンギンだった。ヒサを人質に取り、甦って再び挑んできたヨシヒコから光のオーブを奪い取るが、オーブの力で心が浄化され本来の心を取り戻す。正気に戻った彼は、ヨシヒコらとともにデスタークに反旗を翻す。
シンポジオン
演 - 大竹まこと（友情出演）
光のオーブを持つ光の神で、デスタークの双子の兄。陰と陽の均衡を保ち続けてきたが、デスタークの闇の力が強大になりすぎたために、封印されていた。仏のお告げによればどこかの暗闇の中にいるような話であったが、ヨシヒコらが洞窟や鍾乳洞の中をさんざん探し回った末に彼を見つけたのは、とある民宿の押し入れの中だった。悪に堕ちたとはいえ、弟デスタークを倒されるのは忍びないとオーブの譲渡を渋るも、ヨシヒコによって強引に二つの金色のオーブを股間からもぎ取られた。
神父
演 - 鎌倉太郎
ヨシヒコらが生き返った裏世界の教会の神父。仲間を生き返らせるために、ダンジョー5万ゴールド、ムラサキ1万ゴールド、メレブ6ゴールドという法外な金額を吹っかける（裏世界価格）。しかし、今日限りで閉店して（デスタークによって消されて)しまうので、一斉処分市としてタダで復活させてくれた。知覚過敏に関するあまり役に立たないメッセージを残しつつ消滅。

## 呪文・特技
メレブが取得した呪文。生き返ったのは良いが、100年前に習得した呪文の記憶は薄れているという。
第8話以降ムラサキも呪文や特技を習得しているので併せて記載する。

### メレブ
ヨシズミ
対象者の眉毛を極太にする。額から流れる汗を食い止め、目に入らないようにする。
シャクレナ
対象者の顎を若干前に突き出させ受け口にし、いわゆるシャクレにする。この呪文にかかると何となく違和感を覚えて集中力がなくなる。ただし、ヨシヒコはアントニオ猪木のように強くなった錯覚を起こして意気揚々と闘いに臨んだ。
噛み付き攻撃を得意とする魔物のかみ合わせを悪くして攻撃力を落とすこともできるため、意外と有用。
ヘイミ
敵のグループ全体に屁を誘発する。放屁してしまった者は恥ずかしさで動揺する、その隙をついて攻撃をすると有効であるという。また、ヘイミ→ベヘイミ→ベヘマ→ベヘマラー→ベヘマズンと、その効力（放屁の音量など）がアップする。
ヒャダコリ
敵の単体に有効なヒャド系呪文。対象者の口の中に氷（ブロックアイス程度）を一欠片、出現させることが出来る。暑い時に最適。呪文を何度も繰り返すと、その数だけ対象者の口の中に氷が出現するため、口がパンパンに膨らんで苦しくなったり、冷たいものを急に食べたときになりやすい頭がキーンと痛くなる頭痛を誘発する。
ベンルーラ
DVD版にのみ収録され、テレビ放送版では未公開の呪文。どこからでもトイレへとワープする。森や山の中ではトイレが少ないため不意にトイレに行きたくなったときに使えるが、5秒間だけしかワープできないため、あまり意味がない。
ハツコイン
対象者は初恋の人の名を叫んでしまう。恥ずかしさのあまり、その場から走り去ってしまうことが期待できる呪文。ただし、もう遠い日の思い出としている者には効力がない。触れられたくない心の傷が癒しきれていないダンジョーは被験者になることを拒絶した。
トラウム
対象者のトラウマを強制的に思い出させ、敵を窮地に陥れることが期待できる呪文。
ナマルト
DVD版にのみ収録され、テレビ放送版では未公開の呪文。対象者の喋り方を方言にする。方言を使うことで相手に『田舎の人間だからいじめてはいけない』という気持ちにさせ、攻撃するのをためらわせる効果が期待できる。ムラサキは東北訛りになった。ヨシヒコは感激のあまり、早口で何を喋っているか分からないほどに訛った。
メラチャッカ
どこかの家の釜戸に火がつき、美味しいごはんが炊き上がる。
ナギ
風系呪文。団扇でちょっと仰いだくらいの風を起こし、対象者が「心地良い風」と感じて気を緩めた隙に攻撃することが可能。この呪文も「ヘイミ」のように進化をし、ナギ→ナギマ→ナギクロスと強力になるらしい。
タケシズン
対象者の声域をタケシにし、言動も模してしまうため戦闘に集中できなくなる呪文。その隙を突いて攻撃することが出来る。
ダイベイン
対象者の便意を催させて、居ても立ってもいられない状態にする呪文。
イヌゴラム
味方の一人の声を小型犬の鳴き声に変えて敵を威嚇する呪文。地声に迫力がある者には逆効果の場合がある。ダンジョーにこの呪文をかけた時には「逆にかわいくなった」と言われた。
ケアブレス
対象者の息をミントの香りにし、口臭をなくす呪文。ギョーザを食べた後にかけると効果大。メレブは「自覚している最強の呪文」と言った。
マタカヨ
洞窟から別の洞窟にワープすることができる呪文。状況が好転する可能性は低い。

### ムラサキ
パルプンテ（呪文）
何が起こるかわからない呪文。第8話ではフローナとゾーザーをラブラブの夫婦に変化させた。第9話ではサクーラの村に飛ばされ、再び呪文を唱えて元の場所に戻った。
最終話ではメレブのレベルを20ほど上げた。さらに、最終決戦ではデスタークの放った呪文を跳ね返し、メレブを若干イケメンに変化させた。
アヒル口（特技）
可愛らしさアピールをするアヒル口。どんな男性も魔物もイチコロで仕留めると自負する。しかし、可愛いと思って悦に入っているのは本人だけである。メレブは「自分ではともちんだと思っているかもしれないが、アヒルと言うよりはハシビロコウ」と揶揄した。

### メレブ・ムラサキ以外が使用する呪文
メレブ以外が使用する呪文の詳しい能力などについては、ドラゴンクエストシリーズの呪文体系の同名呪文を参照。
モシャス
第7話でモンスターが使用。

## 放送リスト・アイテム
| 各話                                                      | 放送日   | アイテム | メレブの呪文                                         | ヒサが身に付けた武術          |
| --------------------------------------------------------- | -------- | --- | ---------------------------------------------------- | ----------------------------- |
| 壱                                                        | 10月12日 | いざないの剣：斬った相手を眠らせることが出来る平和の神が与えた伝説の剣。カボイの村に納められ、保管されていた。 | スイーツ チョヒャド ヨシズミ                         | -                             |
| 弐                                                        | 10月19日 | 鍵：ガンザの村の庄屋に伝わる鍵。高価な宝石で装飾されている。 ルーの鏡：毒沼に沈んでいる手鏡。その身を映すことで本来の姿に戻ることができる。 日食グラス：ヨシヒコが仏を見るために使う。Vixenの正規品。                                                      | シャクレナ                                           | 忍術                          |
| 参                                                        | 10月26日 | 馬車：所持する武器やアイテムなどを収納しておくことが出来る。曳いているのは馬だが荷台部分はトラックそのままであることが第10話で明らかになる（荷台にはトヨタレンタリース神奈川の表記もあった）。荷台の中は風通しが悪く、仲間になった魔物が熱中症になるほど。 | ヘイミ                                               | ヌンチャク                    |
| 四                                                        | 11月02日 | 鍵：トロダーンの村の村長が所有していた鍵。MIWAのロゴ入り。 | ヒャダコリ                                           | 弓術                          |
| 伍                                                        | 11月09日 | 牛乳：ヨシヒコが配達をした牛乳。ユキーナの家には1本多く入れた。 マイク&スピーカー：職員室に常設されている。 鍵：こんぱちが持つ鍵。魔物の館の鍵だが、悪霊の鍵でなかったため、画面に登場する前に仏が消し去り、外観は不明。                                   | (ベンルーラ)                                         | グレイシー柔術                |
| 六                                                        | 11月16日 | パワー水：飲むと力が100倍になる、と仙人がヨシヒコに飲ませた水。実は中身は近くの川の水。 鍵：アイシスの城の王・サマルタリアが持つ鍵。西の山にある宝箱を開けることが出来る。                                                                                 | ハツコイン                                           | フェンシング                  |
| 七                                                        | 11月23日 | ヨシヒコの似顔絵100年前、キラナの村を救った勇者として描かれた肖像画。 鍵：キラナの村に伝わる鍵。悪霊の鍵でなかったため、消滅した。 | トラウム                                             | ボクシング （あしたのジョー） |
| 八                                                        | 11月30日 | ボール：盗賊がメンタリズムの能力を証明するために使用した小道具。 宝の鍵：カジノで10,000ゴールド勝つと手に入る高価な鍵。 | (ナマルト)                                           | 酔拳                          |
| 九                                                        | 12月07日 | オリハルコン：魑魅魍魎が巣食う山の奥深くにある金属。 | メラチャッカ                                         | 北斗神拳 （「北斗の拳」）     |
| 拾                                                        | 12月14日 | 変化の杖：自らの姿を魔物に変える不思議な杖。 ラジオ：ライムが開局した『マンゴーFM』を聞くことができる。 | ナギ                                                 | -                             |
| 拾壱                                                      | 12月21日 | 光のオーブ：光の神・シンポジオンが持ち、太陽よりも明るく光り輝くという玉。最強の装備を機能させることができるが、なぜか2つある。 悪霊の鍵：魔物を封印することができる鍵。デスタークが敗れた際に出現。                                                       | タケシズン ダイベイン イヌゴラム ケアブレス マタカヨ | -                             |
| 平均視聴率 4.5%（視聴率は関東地区・ビデオリサーチ社調べ） |          | |                                                      |                               |

## スタッフ
- 脚本・監督：福田雄一
- 助監督：窪田祐介
- ブレーン：酒井健作、大平尚志、向田邦彦
- 音楽：瀬川英史
- 主題歌：オープニングテーマ：ストレイテナー「From Noon Till Dawn（feat.TabuZombie&KunikazuTanaka）」（EMIミュージック・ジャパン）
  - エンディングテーマ：moumoon「どこへも行かないよ」（エイベックス・エンタテインメント）
- モンスター造形：ブラボーカンパニー
- 衣装デザイン：澤田石和寛
- オープニングタイトル：本郷伸明
- エンディングタイトル：及川勝仁
- 音響効果：荒川望
- CG：石澤智郁、中口岳樹、照屋拓己
- アニメーション：加藤和博
- スタントコーディネーター：田渕景也
- チーフプロデューサー：岡部紳二（テレビ東京）
- プロデューサー：浅野太（テレビ東京） / 武藤大司、手塚公一、松本彩夏
- アソシエイトプロデューサー：マツムラケンゾー
- アシスタントプロデューサー：小松幸敏（テレビ東京） / 本間隆平、河瀬知
- ラインプロデューサー：原田耕治
- ポスプロプロデューサー：中村滋利
- 制作：テレビ東京、電通
- 制作協力：イースト・エンタテインメント、スクウェア・エニックス
- 製作・著作：「勇者ヨシヒコと悪霊の鍵」製作委員会

## ネット局
- テレビ東京系列の置局がない県であっても、番販ネットしている地方が別途多数ある。

## ロケ地
- 庄内映画村オープンセット（#1-9） - カボイの村をはじめ、#1-#9までほぼ全てに使用
- 山野美容専門学校（#1）- 魔王ガリアスの城「魔王ビル」
- 月山高原ひまわり畑（#8） - ヨシヒコとフローナがミュージカル風に歌っていたひまわり畑
- 中城城（#9-11） - ヨシヒコらが仏の導きによりワープした裏世界、デスタークのいる城
- 国際通り（#10） - ヨシヒコらが村を探してやってきた目抜き通り
- みーばるマリンセンター、眼下の砂浜（#10、11） - コウスケが働いている海の家（#10）、仏が首まで砂浜に埋まっていた場所（#11）
- グランド・エル・サン（#11） - 皇帝と魔物たちが集っていた広間
- サムシング・フォー西崎（#11） - ヨシヒコらが生き返った教会
- 八王子ホテルニューグランド（#11） - デスタークと対決した広間

## 関連商品
- 2013年3月22日にDVD BOXとBlu-ray BOXが同時発売された。発売元は東宝。全話ディレクターズカット版を収録。
  - DVD：JAN 4988104075406
  - Blu-ray：JAN 4988104075390
- 書籍：伝説の書II「勇者ヨシヒコと悪霊の鍵」：2012年12月25日発売、スターダストピクチャーズ、ISBN 978-4-906953-02-8
  - 「勇者ヨシヒコ」シリーズのオリジナルシナリオや秘蔵シーンなど伝説の勇者たちの記録などをまとめた完全シナリオ本。『伝説の書I「勇者ヨシヒコと魔王の城」』も2012年12月13日に発売された。